# アソード - バラシュシャジャルマト - イポイタルノーツ線
アソード - バラシュシャジャルマト - イポイタルノーツ線（ハンガリー語;Aszód–Balassagyarmat–Ipolytarnóc-vasútvonal）は、ハンガリー国鉄の鉄道線の名称である。路線番号は78。

## 歴史
1896年9月18日ネオグラード地方鉄道（Neograder Lokalbahn-Aktiengesellschaft）がアソード - バラシュシャジャルマト区間およびバラシュシャジャルマト - ロションツ（現在ルチェネツ）区間を開通した。パラシュシャジャルマト駅は折り返し駅および乗換駅（Anschlussstation）で、路線運営は王立ハンガリー鉄道が担当した。
1950年ハンガリーとチェコスロバキアはノーグラドサカール - 国境線間の共同使用とノーグラドサカール駅の分岐線建設に関する条約を締結した。その条約でヴェルキー・クルティーシュ郡の褐炭採掘地が鉄道で連結された。
1993年1月1日付きにチェコスロバキアが分離されて、国境線 - ルツェネツ間は新生のスロバキア国鉄（Zeleznice Slovenskej republiky, ZSR）に属することとなった。

## 運行形態
下記2つの運転系統に分かれる。
- S77系統：　アソード - ガルガマーチャ - ヴァーツ
2時間に1本の運行。一日1往復に限り80号線のハトヴァン方面に直通する。イクラド・ドモニ上駅は、ハトヴァン発の西行1本を除き、ほとんどが通過する。
2023年度より運行を開始した。
- S780系統：　アソード - バラシュシャジャルマト
2時間に1本の運行。
2020年度以前は、4時間間隔の空く時間帯もあった。
- S790系統：　バラシュシャジャルマト - イポイタルノーツ
一日4往復の運行。

## 駅一覧
以下では、ハンガリー国鉄78号線の駅と営業キロ、停車列車、接続路線などを一覧表で示す。
- ■印：全列車停車
- ●印：大部分停車、一部通過
- ｜印：全列車通過

| 路線名 | 駅名                       | 駅間営業キロ | 累計営業キロ | S | 接続路線                                   | 所在地         | 所在地                   |
| ------ | -------------------------- | ------------ | ------------ | - | ------------------------------------------ | -------------- | ------------------------ |
| 78     | アソード駅                 | -            | 0            | ■ | 80号線（ブダペスト方面、ミシュコルツ方面） | ペシュト県     | アソード郡               |
| 78     | イクラド・ドモニ駅         | 4            | 4            | ■ |                                            | ペシュト県     | アソード郡               |
| 78     | イクラド・ドモニ上駅       | 5            | 9            | ● |                                            | ペシュト県     | アソード郡               |
| 78     | ガルガマーチャ駅           | 1            | 10           | ■ |                                            | ペシュト県     | ゲデッレー郡             |
| 78     | ガルガジェルク駅           | 5            | 15           | ■ |                                            | ペシュト県     | ヴァーツ郡               |
| 78     | ピュシュペクハトヴァン駅   | 4            | 19           | ■ |                                            | ペシュト県     | ヴァーツ郡               |
| 78     | アチャ・エルデーキュルト駅 | 5            | 24           | ■ |                                            | ペシュト県     | ヴァーツ郡               |
| 78     | ガルガグタ駅               | 5            | 29           | ■ |                                            | ノーグラード県 | バラシュシャジャルマト郡 |
| 78     | ノーグラードケヴェシュド駅 | 4            | 33           | ■ |                                            | ノーグラード県 | バラシュシャジャルマト郡 |
| 78     | ベチケ下駅                 | 2            | 35           | ● |                                            | ノーグラード県 | バラシュシャジャルマト郡 |
| 78     | マジャルナーンドル駅       | 10           | 45           | ■ |                                            | ノーグラード県 | バラシュシャジャルマト郡 |
| 78     | モホラ駅                   | 3            | 48           | ■ |                                            | ノーグラード県 | バラシュシャジャルマト郡 |
| 78     | スュジ駅                   | 5            | 53           | ■ |                                            | ノーグラード県 | バラシュシャジャルマト郡 |
| 78     | バラシュシャジャルマト駅   | 6            | 59           | ■ | 75号線（ヴァーツ方面）                     | ノーグラード県 | バラシュシャジャルマト郡 |
| 78     | エールハロム駅             | 9            | 68           | ■ |                                            | ノーグラード県 | バラシュシャジャルマト郡 |
| 78     | フジャグ駅                 | 2            | 70           | ■ |                                            | ノーグラード県 | バラシュシャジャルマト郡 |
| 78     | セーチェーニ駅             | 8            | 78           | ■ |                                            | ノーグラード県 | セーチェーニ郡           |
| 78     | ルダーニハラーシ駅         | 4            | 82           | ■ |                                            | ノーグラード県 | セーチェーニ郡           |
| 78     | ノーグラードサカール駅     | 5            | 87           | ■ |                                            | ノーグラード県 | セーチェーニ郡           |
| 78     | ラーローシュプスタ駅       | 5            | 92           | ■ |                                            | ノーグラード県 | セーチェーニ郡           |
| 78     | リトケ駅                   | 5            | 97           | ■ |                                            | ノーグラード県 | シャルゴータルヤーン郡   |
| 78     | イポイタルノーツ駅         | 3            | 100          | ■ |                                            | ノーグラード県 | シャルゴータルヤーン郡   |